# CSN 2012
Albums de Crosby, Stills & Nash
Demos
(2009) CSNY 1974
(2014)
CSN 2012 est le second album live de Crosby, Stills & Nash sorti en 2012. Il documente la tournée donnée par les trois musiciens la même année. Un DVD reprenant les mêmes chansons a paru au même moment.

## Titres

### Disque 1
1. Carry On/Questions (Stephen Stills) – 8:43
2. Marrakesh Express (Graham Nash) – 3:44
3. Long Time Gone (David Crosby) – 6:30
4. Military Madness (Graham Nash) – 4:16
5. Southern Cross (Stephen Stills, Richard Curtis, Michael Curtis) – 5:09
6. Lay Me Down (James Raymond) – 5:08
7. Almost Gone (Graham Nash, James Raymond) – 4:33
8. Wasted on the Way (Graham Nash) – 3:33
9. Radio (David Crosby) – 3:48
10. Bluebird (Stephen Stills) – 7:18
11. Déjà Vu (David Crosby) – 13:18
12. Wooden Ships (David Crosby, Paul Kantner, Stephen Stills) – 10:40

### Disque 2
1. Helplessly Hoping (Stephen Stills) – 5:02
2. In Your Name (Graham Nash) – 5:06
3. Girl from the North Country (Bob Dylan) – 4:51
4. As I Come of Age (Stephen Stills) – 4:09
5. Guinnevere (David Crosby) – 7:01
6. Johnny's Garden (Stephen Stills) – 5:22
7. So Begins the Task (Stephen Stills) – 4:03
8. Cathedral (Graham Nash) – 7:58
9. Our House (Graham Nash) – 3:46
10. Love the One You're With (Stephen Stills) – 7:14
11. For What It's Worth (Stephen Stills) – 5:55
12. Teach Your Children (Graham Nash) – 5:06
13. Suite: Judy Blue Eyes (Stephen Stills) – 9:20

## Musiciens
- David Crosby : chant, guitare
- Stephen Stills : chant, guitare, claviers
- Graham Nash : chant, guitare, claviers
- Shane Fontayne : guitare
- James Raymond : claviers, chant
- Todd Caldwell : orgue
- Kevin McCormick : basse
- Steve DiStanislao : batterie